# Monticello (Illinois)
Monticello es una ciudad ubicada en el condado de Piatt en el estado estadounidense de Illinois. En el Censo de 2010 tenía una población de 5548 habitantes y una densidad poblacional de 559,15 personas por km².

## Geografía
Monticello se encuentra ubicada en las coordenadas 40°2′1″N 88°34′27″O / 40.03361, -88.57417. Según la Oficina del Censo de los Estados Unidos, Monticello tiene una superficie total de 9.92 km², de la cual 9.85 km² corresponden a tierra firme y (0.76%) 0.08 km² es agua.

## Demografía
Según el censo de 2010, había 5548 personas residiendo en Monticello. La densidad de población era de 559,15 hab./km². De los 5548 habitantes, Monticello estaba compuesto por el 97.57% blancos, el 0.5% eran afroamericanos, el 0.13% eran amerindios, el 0.56% eran asiáticos, el 0.04% eran isleños del Pacífico, el 0.11% eran de otras razas y el 1.1% pertenecían a dos o más razas. Del total de la población el 0.9% eran hispanos o latinos de cualquier raza.